# Grabschütz

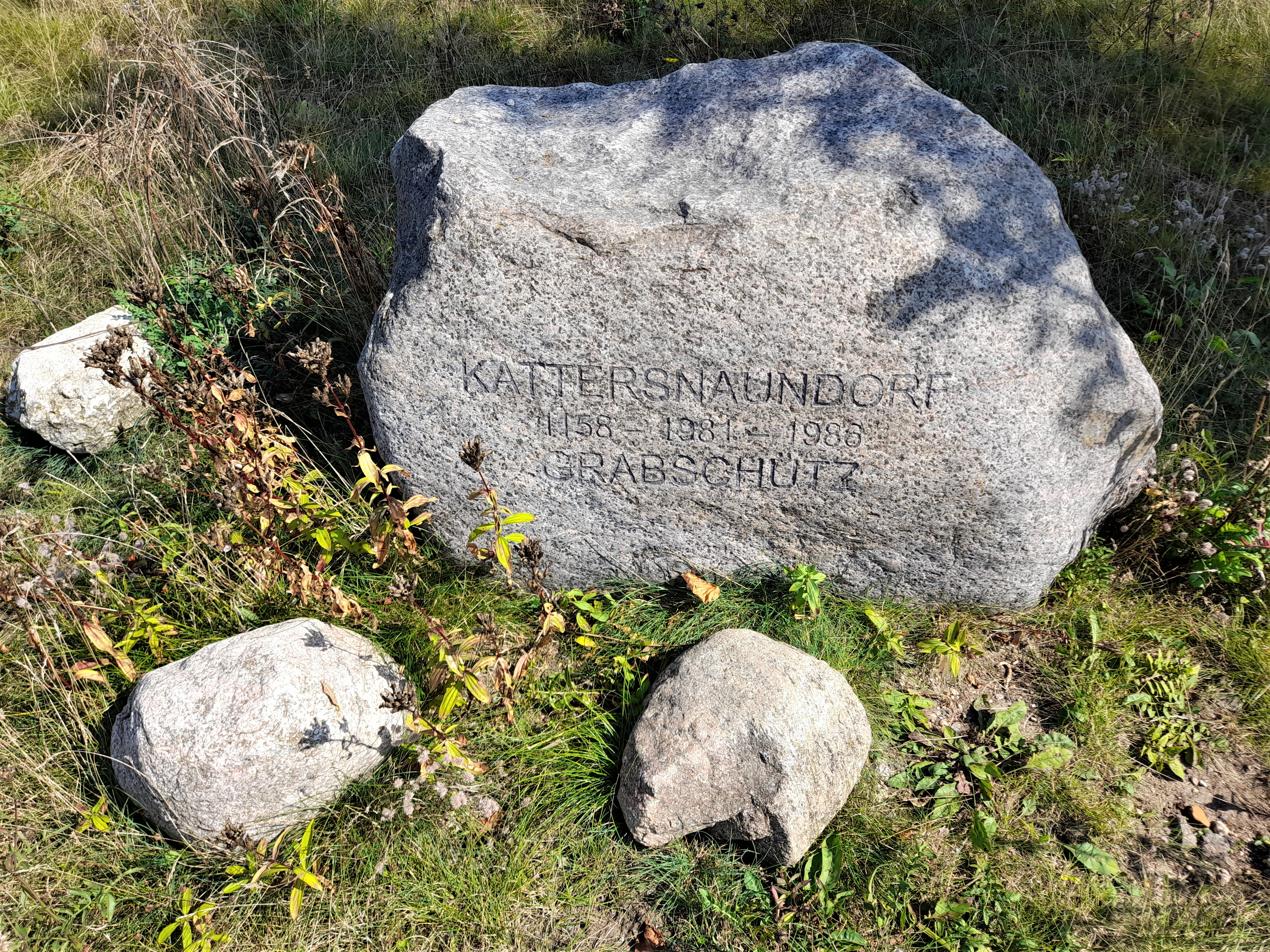
Gedenkstein für die devastierten Orte Kattersnaundorf und Grabschütz am Werbelinsee

Grabschütz ist eine moderne Wüstung, die sich südwestlich von Delitzsch befindet und im Jahr 1985 dem Braunkohleabbau durch den Tagebau Delitzsch-Südwest zum Opfer fiel. Heute erinnert noch der Grabschützer See an das einstige Dorf, dessen Flur zur Gemeinde Wiedemar im Landkreis Nordsachsen (Freistaat Sachsen) gehört.

## Geographische Lage
Grabschütz lag im Nordwesten Sachsens in der Leipziger Tieflandsbucht zwischen Delitzsch im Nordosten, Zwochau im Süden und Wiedemar im Westen. Die Flur des ehemaligen Ortes Grabschütz liegt heute zwischen dem Grabschützer See im Norden und dem Zwochauer See im Süden.

## Geschichte
Der Ort Grabschütz wurde bereits um 1350 als „Grabcicz“ erwähnt. Das Rundplatzdorf  gehörte bis 1815 zum  kursächsischen Amt Delitzsch. Durch die Beschlüsse des Wiener Kongresses kam der Ort Grabschütz zu Preußen und wurde 1816 dem Kreis Delitzsch im Regierungsbezirk Merseburg der Provinz Sachsen zugeteilt, zu dem er bis 1952 gehörte. Am 20. Juli 1950 erfolgte die Eingemeindung von Grabschütz nach Zwochau. Im Zuge der Kreisreform in der DDR 1952 wurde die Gemeinde Zwochau mit Grabschütz dem neu zugeschnittenen Kreis Delitzsch im Bezirk Leipzig zugeteilt.
Mit dem Aufschluss des Tagebaus Delitzsch-Südwest begann im Jahr 1976 der großflächige Abbau von Braunkohle unmittelbar nördlich von Leipzig. Als Folge des Richtung Süden fortschreitenden Abbaus mussten die Einwohner von Grabschütz etwa zehn Jahre später ihre Heimat verlassen. Im Jahre 1985 wurde der Ort abgerissen (devastiert) und anschließend überbaggert. Weiterhin durchtrennte der Tagebau den Giniken-Graben (heute Gienickenbach), der ursprünglich durch Grabschütz und Zwochau floss.

## Grabschütz heute
Die mit der Deutschen Wiedervereinigung 1989/90 einhergehende wirtschaftliche Veränderung führte zu einem drastischen Rückgang des Braunkohlebedarfs, was eine vorzeitige schnelle Stilllegung der Tagebaue Delitzsch-Südwest und Breitenfeld bis 1993 zur Folge hatte. Es verblieben zwei große und mehrere kleine Restlöcher. Die ehemalige Ortsflur von Grabschütz liegt seitdem zwischen dem Grabschützer See im Norden (ehemalige Abraumlagerstätte) und dem Zwochauer See im Süden.
Ein Gedenkstein am Werbeliner See und eine Informationstafel erinnern heute an den devastierten Ort.

## Geologie
Im Jahre 1986 wurde durch den Tagebau Delitzsch-Südwest 600 m nordöstlich der ehemaligen Ortschaft Grabschütz ein in die mächtige saalekaltzeitliche Geschiebemergeldecke eingetieftes 200 bis 300 m breites Becken mit einer vorwiegend limnischen interglazialen Sedimentabfolge überbaggert, das Zentrum des abflusslosen Beckens lag bei 51°28‘36‘‘N 12°17‘03‘‘E. Die Lagerungsverhältnisse werden durch die publizierten geologischen Schnitte dargestellt. Obwohl die Schichtenfolge des Beckens nur kurze Zeit zugänglich war, gelang eine umfassende Untersuchung. Dies war wichtig, weil das Alter wegen der Lücke zwischen den Beckensedimenten und den holozänen Deckschichten lithostratigraphisch nicht gesichert ist und das Becken Grabschütz eine der wichtigsten Fundstellen für die stratigraphische Gliederung des Mittelpleistozäns ist.
Das warmzeitliche Klima wird sowohl durch die tierischen als auch die pflanzlichen Reste belegt. Unter der Vielzahl von Wirbeltieren sind die Reste von Großsäugern besonders auffällig, z. B. vom ausgestorbenen Europäischen Waldelefant und einer nicht näher bestimmbaren Nashorn-Art. Durch die palynologische Untersuchung wurde eine Vegetationsabfolge von der Birkenzeit am Beginn des Interglazials bis zur Hainbuchenzeit im Endabschnitt festgestellt. Die ähnliche Vegetationsentwicklung zu lithostratigraphisch gesicherten Vorkommen der Eem-Warmzeit wurde als Beleg für ein eemwarmzeitliches Alter gewertet. Eine solche Altersstellung ist aber allein schon aufgrund der Lagerungsposition und der Ereignisabfolge in diesem Teilabschnitt des Saale-Komplexes zweifelhaft und diese Zweifel werden durch die Ergebnisse der Untersuchung der Ostrakodenfauna und der karpologischen Funde unterstützt. Das Vorkommen Grabschütz konnte deshalb nur ein eigenständiges Interglazial zwischen der Eem-Warmzeit und der Grundmoräne der Saale-Kaltzeit sein und weil es der erste Nachweis für eine Vollwarmzeit in diesem Zeitabschnitt war, wurde der Name „Grabschütz-Warmzeit“ vorgeschlagen. Auch bei der späteren Erforschung der Fundstelle Neumark-Nord im Geiseltal wurde die gleiche Nichtübereinstimmung zwischen dem angenommenen pollenstratigraphischen Alter und den anderen Ergebnissen, z. B. zu den Ostrakoden und auch den karpologischen Resten. Trotz der umfassenden Bewertung des vorliegenden Kenntnisstandes wird offiziell nach wie vor an der Meinung festgehalten, dass es im Saale-Komplex keine Warmzeit gab.